# Ліндсі Лохан
Ліндсі Ді Лохан, також Логан (англ. Lindsay Dee Lohan МФА: [ˈlɪnzi ˈloʊən] або МФА: [ˈloʊhæn];; нар. 2 липня 1986, Нью-Йорк, США) — американська акторка, попспівачка, авторка пісень та модель.

## Біографія
Народилася 2 липня 1986 року в Нью-Йорку в родині колишньої співачки і танцюристки Діни (до шлюбу Салліван) і Майкла Лоханів, колишнього біржового маклера з Волл-стріт, що успадкував макаронну фабрику і кілька разів притягувався до відповідальності за порушення законів. Має трьох молодших братів і сестер, які також працюють акторами і моделями: Майкл мол. (знявся з Ліндсі в «Пастці для батьків»), Аліа («Алі») і Дакота («Коуді»). Лохан має ірландське та італійське коріння, отримала католицьке виховання. 
У сім'ї її матері були «дуже віруючі ірландські католики», а її прадідусь, Джон Л. Салліван, був засновником руху «На захист життя» в Лонґ-Айленді. Виросла в Мерріка і Колд-Спрінґ-Харборі на Лонг-Айленді (Нью-Йорк). Лохан ходила до середньої школи «Cold Spring Harbor High School» на Лонг-Айленді, де робила успіхи в природознавстві і математиці до 11 класу, а потім перейшла на домашнє навчання.
Батьки Ліндсі одружилися в 1985 році, розійшлися, коли їй було три, а потім знову зійшлися. Знову розійшлися у 2005 році і остаточно розлучилися у 2007 році.

## Діяльність
Почала модельну кар'єру у віці 3 років, трохи пізніше почала зніматися в кіно, знялася у значній кількості рекламних роликів. У 10 років почала грати в телесеріалах, а в 11 виконала головну роль в комедії 1998 року «Пастка для батьків». Через 6 років стала популярною кіноакторкою, виконавши головні ролі у фільмах «Шалена п'ятниця», «Погані дівчиська» і «Гербі: Шалені перегони».
Під час зйомок «Гербі…» (інші переклади — «Гербі: Повне завантаження» або «Гербі: Божевільні перегони») Лохан випустила перший сольний музичний альбом «Speak». Її другий альбом, «A Little More Personal (Raw)», вийшов у 2005 році.
Кар'єра перервалася в 2007 році: через дві ДТП і три візити до реабілітаційного центру вона втратила кілька ролей. Відновивши кар'єру, виступила в ролі запрошеної зірки в серіалі «Погань» в 2008 році і знялася в фільмі Роберта Родрігеза «Мачете» в 2009 році.
У 2007 році визнана журналом «Maxim» найбажанішою і найсексуальнішою жінкою у світі. Також в ЗМІ широко обговорюються її нарко- й алкозалежності і особисте життя.
Була обличчям фірми Louis Vuitton.

## Фільмографія
| Рік  | Назва (оригінал)                                   | Роль                             | Інше                     |
| ---- | -------------------------------------------------- | -------------------------------- | ------------------------ |
| 1998 | Пастка для батьків (The Parent Trap)               | Голлі Паркер / Анні Джеймс       | Головна роль             |
| 2000 | Ідеальна іграшка (Life-Size)                       | Кейсі Стюарт                     | Головна роль             |
| 2002 | Отримати підказку (Get a Clue)                     | Лексі Голд                       | Головна роль             |
| 2003 | Шалена п'ятниця (Freaky Friday)                    | Анна Коулман                     | Головна роль             |
| 2004 | Зірка сцени (Confessions of a Teenage Drama Queen) | Мері Елізабет «Лола» Кеп         | Головна роль             |
| 2004 | Погані дівчиська (Mean Girls)                      | Кейді Герон                      | Головна роль             |
| 2005 | Гербі: Шалені перегони (Herbie: Fully Loaded)      | Меггі Пейтон                     | Головна роль             |
| 2006 | Поцілунок на щастя (Just My Luck)                  | Ешлі Олбрайт                     | Головна роль             |
| 2006 | Компаньйони (A Prairie Home Companion)             | Лола Джонсон                     | Роль другого плану       |
| 2006 | Боббі (Bobby)                                      | Діана Говсер                     | Роль другого плану       |
| 2007 | Розділ 27 (Chapter 27)                             | Джуд Генсон                      | Роль другого плану       |
| 2007 | Крута Джорджія (Georgia Rule)                      | Рейчел Вілсокс                   | Головна роль             |
| 2007 | Я знаю хто мене вбив (I Know Who Killed Me)        | Одрі Флеммінг / Дакота Мосс      | Головна роль             |
| 2009 | Тимчасово вагітна (Labor Pains)                    | Тіа Клейгілл                     | Головна роль             |
| 2010 | Інша сторона (The Other Side)                      | Макс Макензі                     | Головна роль             |
| 2010 | Мачете (Machete)                                   | Ейпріл                           | Роль другого плану       |
| 2010 | Dare To Love Me                                    | Ла Рітана                        | Головна роль             |
| 2012 | Ліз та Дік (Liz & Dick)                            | Елізабет Тейлор                  | Телефільм, головна роль  |
| 2013 | Непристойна комедія (Inappropriate Comedy)         | Мерилін                          | Основна роль             |
| 2013 | Дуже страшне кіно 5 (Scary Movie 5)                | Ліндсі Лохан                     | Камео                    |
| 2013 | Каньйони (The Canyons)                             | Тара                             | Головна роль, продюсерка |
| 2019 | Серед тіней (Among the Shadows)                    | Патріша Шерман                   | Основна роль             |
| 2022 | Незабутнє Різдво (Falling for Christmas)           | Сьєрра Бельмон                   | Головна роль             |
| 2024 | Круті дівчата (Mean Girls)                         | Модераторка змагань з математики | Камео                    |
| 2024 | Ірландське бажання (Irish Wish)                    | Медді Келлі                      | Головна роль             |
| 2024 | Наша маленька таємниця (Our Little Secret)         | Ейвері                           | Головна роль             |
| 2025 | Шалена п'ятниця 2 (Freakier Friday)                | Анна Коулман                     | Головна роль             |

### Серіали
| Рік  | Назва (оригінал)                          | Роль                   | Інше                  |
| ---- | ----------------------------------------- | ---------------------- | --------------------- |
| 1996 | Another World                             | Еллі Фовлер            |                       |
| 2000 | Bette                                     | Роз Мідлер             | Сітком                |
| 2004 | Король гори (King of the Hill)            | Дженні Медіна          | Мультсеріал           |
| 2005 | Шоу 70-х (That '70s Show)                 | Даніелла               | Сітком                |
| 2008 | Погануля (Ugly Betty)                     | Кіммі Кеган            | Комедійна драма       |
| 2009 | Project Runway                            | Гуест Джудге           |                       |
| 2012 | Хор (Glee)                                | Ліндсі Лохан           | 1 епізод              |
| 2013 | Управління гнівом (Anger Management)      | Ліндсі Лохан           | 1 епізод              |
| 2013 | На дні (Eastbound & Down)                 | Шейна Паверс (доросла) | 1 епізод              |
| 2014 | Дві дівчини без копійчини (2 Broke Girls) | Клер Гіннесс           | 1 епізод              |
| 2014 | Love Advent                               | Ліндсі Лохан           | 1 епізод              |
| 2018 | Sick Note                                 | Катерина Вест          | 7 епізодів            |
| 2021 | Devil May Care                            | Зіва (голос)           | Мультсеріал, 1 епізод |
| 2022 | Lovestruck High                           | Оповідачка (голос)     | 8 епізодів            |

## Дискографія
- 2004: Speak
- 2005: A Little More Personal (Raw)